# Guajará
Guajará este un oraș în statul Amazonas (AM) din Brazilia.